# Algotech
Algotech je nadnárodní konsorcium, působící v oblasti cloud computingu, kontaktních center, podnikových informačních systémů, unifikované komunikace, přenosu videa a datových služeb. Tvoří jej samostatné subjekty v České republice, Slovensku, Srbsku, Slovinsku, Polsku, Maďarsku a Rumunsku.

## Algotech Česká republika
Algotech Česká republika sídlí v Praze a poskytuje telekomunikační řešení pro institucionální a podnikovou sféru. V posledních 3 letech společnost zaznamenala každoroční 25% nárůst obratu a téměř trojnásobný růst počtu zaměstnanců.

### Historie
- 1997: založení společnosti Tservis 97, s.r.o., která se zabývala opravami telefonů, elektronických desek a základním servisem telekomunikační techniky.
- 2002: firma změnila název na 1TEL, s.r.o. a rozšířila svou činnost, začala fungovat jako servisní a technologické zázemí pro americkou společnost AVAYA v České a Slovenské republice.
- 2004: strategické rozdělení 1TEL, s.r.o. na část technickou a obchodní. Obchodní část i nadále podniká pod názvem 1TEL, s.r.o., zatímco technická část je transformována pod křídla mezinárodní společnosti Geomant, která je stálým a dlouhodobým partnerem společnosti Avaya. Management společností zůstal spojen.
- 2005: 1TEL přebral jméno Algotech, obchodní část společnosti 1TEL se v tomto roku začlenila spolu s partnery ze Srbska, Maďarska, Slovenska a Rumunska do nadnárodní korporace Algotech, která v tomto roce také vybudovala obchodní pobočku v Polsku.
- 2008: V tomto roce došlo k výraznému propadu tržeb a zisku, který zapříčiněn roztříštěností motivace managementu Algotech a Geomant. František Zeman, který do té doby působil jako CFO celé skupiny, se vrátil do čela společností Algotech i Geomant a začíná společnosti sbližovat a nastavovat dlouhodobé cíle. Začíná se rozvíjet jednotný brand – Algotech.
- 2010: Spojení s Divizí podnikových systémů společnosti BSC Praha, spol. s r.o. Nová společnost, která nese ze strategických důvodů název Algotech BSC, je součástí nadnárodní korporace Algotech a mezinárodní skupiny InOne. Produktové portfolio tak bylo vhodně doplněno o oblast projektování a realizace podnikových informačních systémů a systémů Business Intelligence.
- 2011: Společnost poprvé překračila hranici obratu 100 milionů.
- 2012: Společnost založila Algouniverzitu, Nadační fond a otevřela Centrum sdílených služeb. Po naplnění strategických záměrů se vrátila k názvu Algotech a začíná budovat jednotný brand z pohledu celé mezinárodní korporace.
- 2014: První implementace vlastního software Algotech CC pro call centra a zákaznickou podporu.
- 2015: Vzniká divize ServiceDesk, která je zaměřená na oblast technické podpory a souvisejících služeb.
- 2018: Vznik páté divize CRM se systémem SugarCRM a rozšíření služeb o GDPR konzultace a implementace řešení.
- 2019: certifikace bezpečnosti ISO 27001:2014
- 2022: 25 let od založení firmy a 10 let provozu vlastního datového centra v Libčicích nad Vltavou.
- 2023: Vznik divize AI

### Centrum sdílených služeb, Algocloud
Společnost je vlastníkem a provozovatelem Centra sdílených služeb, které bylo otevřeno 20. září 2012 v Libčicích nad Vltavou (nedaleko Prahy). Cloud provozovaný v centru je souhrnem technologií a služeb, který umožňuje využívat ICT nástroje bez velké vstupní investice.

### Algouniverzita
V roce 2012 společnost zahájila vlastní vzdělávací projekt nazvaný Algouniverzita. Jeho cílem je vedle běžných školení také získávání vědomostí cestou tzv. knowledge transfer, zkušeností z best practice a metodologií. Společnost spolupracuje také s vysokými školami.

### Nadační fond Algo
V dubnu 2012 založila společnost Nadační fond Algo. Jeho cílem je pomáhat dětem znevýhodněným zdravotním stavem, pomáhat rodičům či osobám, které o děti pečují a nemají dostatečné prostředky na zajištění základních potřeb, zdravotních pomůcek a léků, a materiální, sociální a kulturní podpora seniorů.

## Produkty a služby
- ERP (Enterprise Resource Planning) Oracle JD Edwards
- CRM (Customer Relationship Management) SugarCRM
- BI (Business Intelligence)
- CC (Contact Centrum, Call Centrum)
- UC (Unifier Communication)
- Iaas (Infrastructure as a Service)
- Service Desk
- Algotech CC - cloudový software pro kontaktní centra
- ACDC - Algotech Data Colector
- Algotech Cloud
- Lokalizace Oracle JD Edwards